# Beit Ur al-Tahta
Beit Ur al-Tahta, en arabe : بيت عور التحتى, est un village du gouvernorat de Ramallah et Al-Bireh en Palestine. Il est situé à 11,4 km à l'ouest de Ramallah et au centre de la Cisjordanie.
Selon le recensement du bureau central palestinien des statistiques, la localité compte une population de 5 040 habitants en 2017.